# Zsitvafödémes
Zsitvafödémes (szlovákul Úľany nad Žitavou kiejtéseⓘ, korábban Fedymeš nad Žitavou) község Szlovákiában, a Nyitrai kerületben, az Érsekújvári járásban.

## Fekvése
Érsekújvártól 15 km-re északkeletre, a Nyitra és a Zsitva folyók között fekszik. Agacs-, Agacsi- vagy Puszta agács, illetve major tartozik hozzá.

## Élővilága
A faluban két gólyafészket tartanak számon, de 2012-ben csak az egyikben számoltak meg két fiókát. 2013-ban a vasútátkelőnél lévő fészekben 1, 2014-2019 között 2 fióka volt. 2020-ban 3, 2021-ben 2, 2022-ben 3 fióka volt, 2023-ban nem fészkeltek és 2024-ben 2 fiókát neveltek fel.

## Története
A régészeti leletek tanúsága szerint területén már az újkőkorban éltek emberek, a leggazdagabb leletek azonban mégis a késői bronzkorból, az i. e. 1800 és 1500 közötti időből kerültek elő. Az ún. nyitrai kultúrához köthető gazdag leletanyag fejlett kézművességre, ezen belül  különösen fejlett fazekasságra, fegyverművességre enged következtetni. Feltételezhető, hogy Födémes területén ekkor fontos kereskedelmi központ működött. A későbbi időkből a hallstatti és a La Tène-kultúra használati tárgyai kerültek elő. A késői vaskorból nagyméretű temető is előkerült csontvázas és hamvasztásos sírokkal, görög és trák eredetű érmékkel. A kelták a falu északi részén alapítottak települést, ahonnan mezőgazdasági, vasműves és fazekas eszközeik kerültek elő. A szlávok az avarokkal együtt a 6. században jelentek meg ezen a vidéken és a 9. századra a Nyitrai fejedelemséghez tartozó kézműves és kereskedelmi központot alakítottak itt ki, melynek valószínűleg a magyar honfoglalás vetett véget.
A mai települést 1284-ben már "Fedemus" alakban említik először és 1948-ig szlovák neve is "Fedýmeš" volt, mai hivatalos nevét csak ekkor kapta. A „fedém” finnugor eredetű magyar szó, eredeti jelentése „erdei élőfa”, amelyben méheket tartanak. A falu első lakói valószínűleg tehát méhészek voltak és adójukat mézzel fizették. A Hont-Pázmány nemzetség birtoka volt, a gímesi váruradalomhoz tartozott. 1290-ben említik Agacs pusztát.
Nagy pusztítást élt át a falu 1311-ben, amikor Csák Máté katonái támadták meg. Súlyos károkat szenvedett a templom és a plébánia is. 1348-49-ben súlyos kolerajárvány sújtotta, melynek sok lakos esett áldozatául.[forrás?] 1427-ben a Födémesi családbeliek fizették ki özv. Checheni Katalin itteni hitbérét. A 15. században, 1431-34 között Jiskra János huszitái pusztították a vidéket. A 16. századtól a Károlyi családé. 1530-ban kirabolta a török. A török támadások megismétlődtek 1533-ban, 1535-ben, 1536-ban, 1541-ben, 1542-ben, majd 1560-ban és 1561-ben is. Hatásukra a település teljesen elnéptelenedett, lakói fogságba estek, vagy elmenekültek. 1569-ben lakatlan településként említik. 1570-ben az Újfalussy család birtoka. 1593-ban újra megtámadta a török, megint elnéptelenedett, majd újjáépítették.  A 17. század elején lakói pásztorok, uradalmi kézművesek és más szolganépek voltak. 1606-ban a zsitvatoroki békében nem említik az adózó falvak között. 1605-ben a Bocskai-felkelés alatt a falu lakossága újra jelentősen csökkent. 1610-ben, mikor lakói közül többen visszaköltöztek, lakóinak száma mintegy 160 lélek volt. 1703 májusában határában csaptak össze a kuruc és labanc csapatok. 1715-ben 9, 1720-ban 17 háztartással rendelkezett. 1740-ben lakói zsellérek és vagyontalanok voltak. A 18. században új telepesek érkeztek a községbe, melynek ekkor már lakossága vegyes magyar-szlovák, majd a század végére szinte teljesen elszlovákosodott. 1787-ben 66 házában 535 lakos élt. A század végén a községben három kereskedő és négy kézműves család is élt. 1824-ből ismert a falu határából folyószabályozási térkép. 1828-ban 144 háza és 796 lakosa volt, akik főként mezőgazdasággal, idénymunkákkal foglalkoztak. A község fejlődését nagyban elősegítette a Nagysurány–Verebély vasútvonal 1890 és 1894 közötti megépítése. A falu fogyasztási szövetkezetét 1912-ben alapították.
Vályi András szerint " FÖDÉMES. Tót falu Nyitra Vármegyében, földes ura Gróf Károlyi Uraság, lakosai katolikusok, fekszik Özdegnek szomszédságában, ’s ennek filiája, Érsek Újvártól más fél mértföldnyire, Szitin vize mellett. Határja 686közép termékenységű, fája tűzre elég, legelője jó, itatója alkalmatos, második Osztálybéli."
Fényes Elek szerint " Födémes (Zsitva), tót f., Nyitra vmegyében, Surányhoz 1/2 mértföldnyire: 817 kath. 4 zsidó lak., termékeny róna határral, s dohánytermesztéssel. F. u. többen."
Nyitra vármegye monográfiája szerint "Zsitva-Födémes. Zsitvavölgyi tót község, 978 r. kath. lakossal. Posta-, távíró- és vasúti állomás. Kath. temploma 1783-ban épült. Kegyura gr. Károlyi Lajos, kinek itt nagy kiterjedésü birtoka van. Régente is a Károlyi család volt a község földesura; a XIII. században a Huntpázmán nemzetség birtoka volt."
A trianoni békeszerződésig Nyitra vármegye Érsekújvári járásához tartozott.  A háború után sokan foglalkoztak szövéssel, kosárfonással. 1938 és 1945 között a falu újra Magyarország része.
Termelőszövetkezetét 1958-ban alapították. Lakói a mezőgazdaságon kívül főként a közeli nagysurányi üzemekben dolgoztak.

## Népessége
| Év:            | 1994. | 2004.   | 2014.   | 2024.   |
| -------------- | ----- | ------- | ------- | ------- |
| Emberek száma: | 1522  | 1542    | 1518    | 1548    |
| Eltérés:       |       | +1,31 % | -1,55 % | +1,97 % |

| Év:            | 2023. | 2024.   |
| -------------- | ----- | ------- |
| Emberek száma: | 1538  | 1548    |
| Eltérés:       |       | +0,65 % |

Eredendően magyar falu volt, őshonos lakossága azonban a török korban jelentősen megfogyatkozott. A 18. század kezdetétől betelepülő szláv népesség azután nagyrészt magába olvasztotta magyar lakosságát.
1880-ban 949 lakosából 885 szlovák és 12 magyar anyanyelvű volt.
1890-ben 978 lakosából 938 szlovák és 24 magyar anyanyelvű volt.
1900-ban 1101 lakosából 1047 szlovák és 37 magyar anyanyelvű volt.
1910-ben 1289 lakosából 1242 szlovák és 30 magyar anyanyelvű volt, ebből 1271 római katolikus, 14 izraelita és 3 református vallású.
1921-ben 1352 lakosából 1336 csehszlovák és 8 magyar volt.
1930-ban 1477 lakosából 1470 csehszlovák és 1 magyar volt.
1941-ben 1542 lakosából 1402 szlovák és 140 magyar volt.
1976-1990 között Nagysurány része volt.
1991-ben 1559 lakosából 1550 szlovák és 1 magyar volt.
2001-ben 1546 lakosából 1535 szlovák és 3 magyar volt.
2011-ben 1542 lakosából 1485 szlovák, 5 magyar, 3 cseh, 2 orosz, 1 ukrán és 46 ismeretlen nemzetiségű volt.
2021-ben 1533 lakosából 4 magyar, 1484 (+3) szlovák, 1 cigány, 11 (+5) egyéb és 33 ismeretlen nemzetiségű volt.

## Nevezetességei

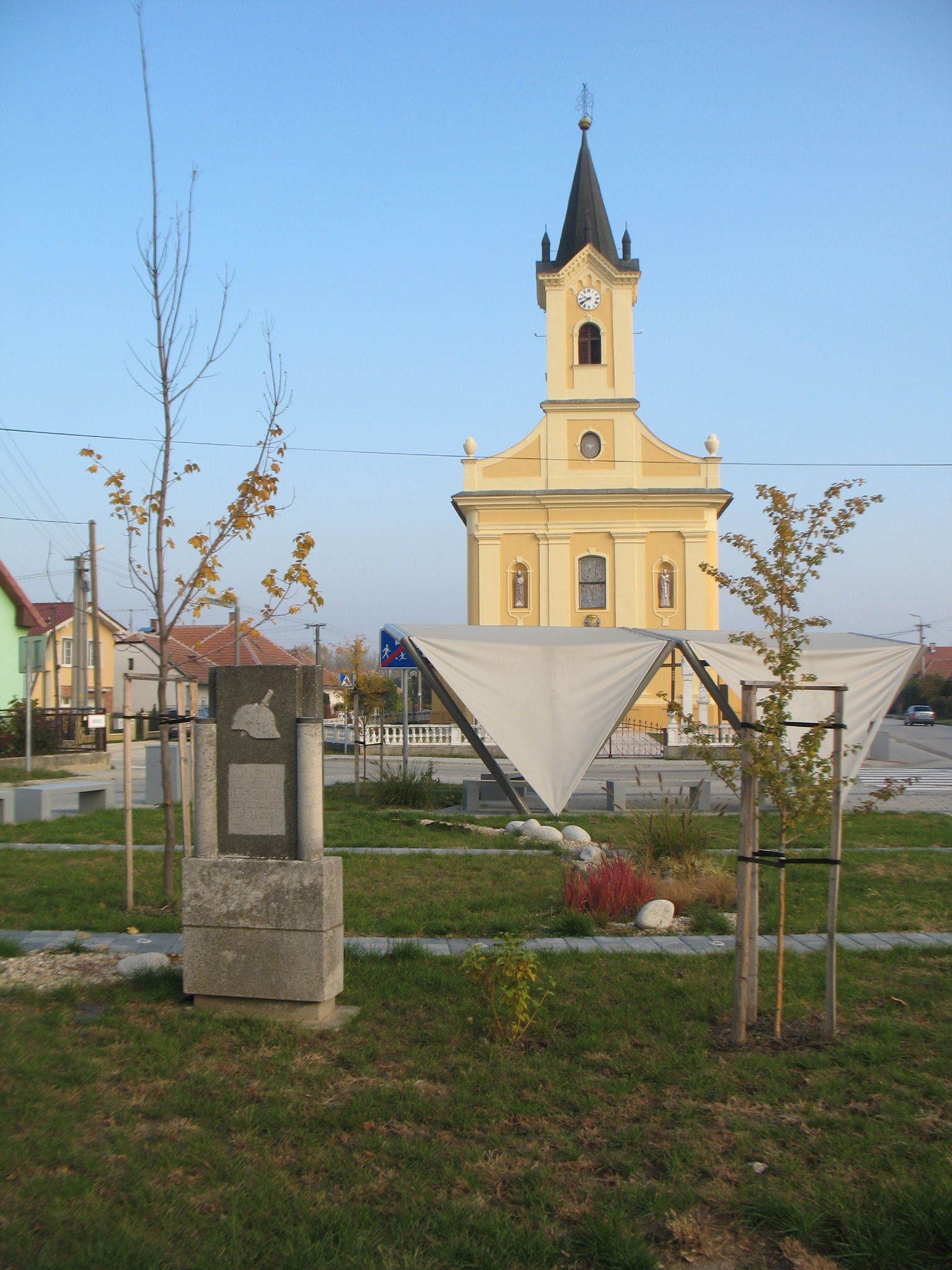
Településközpont
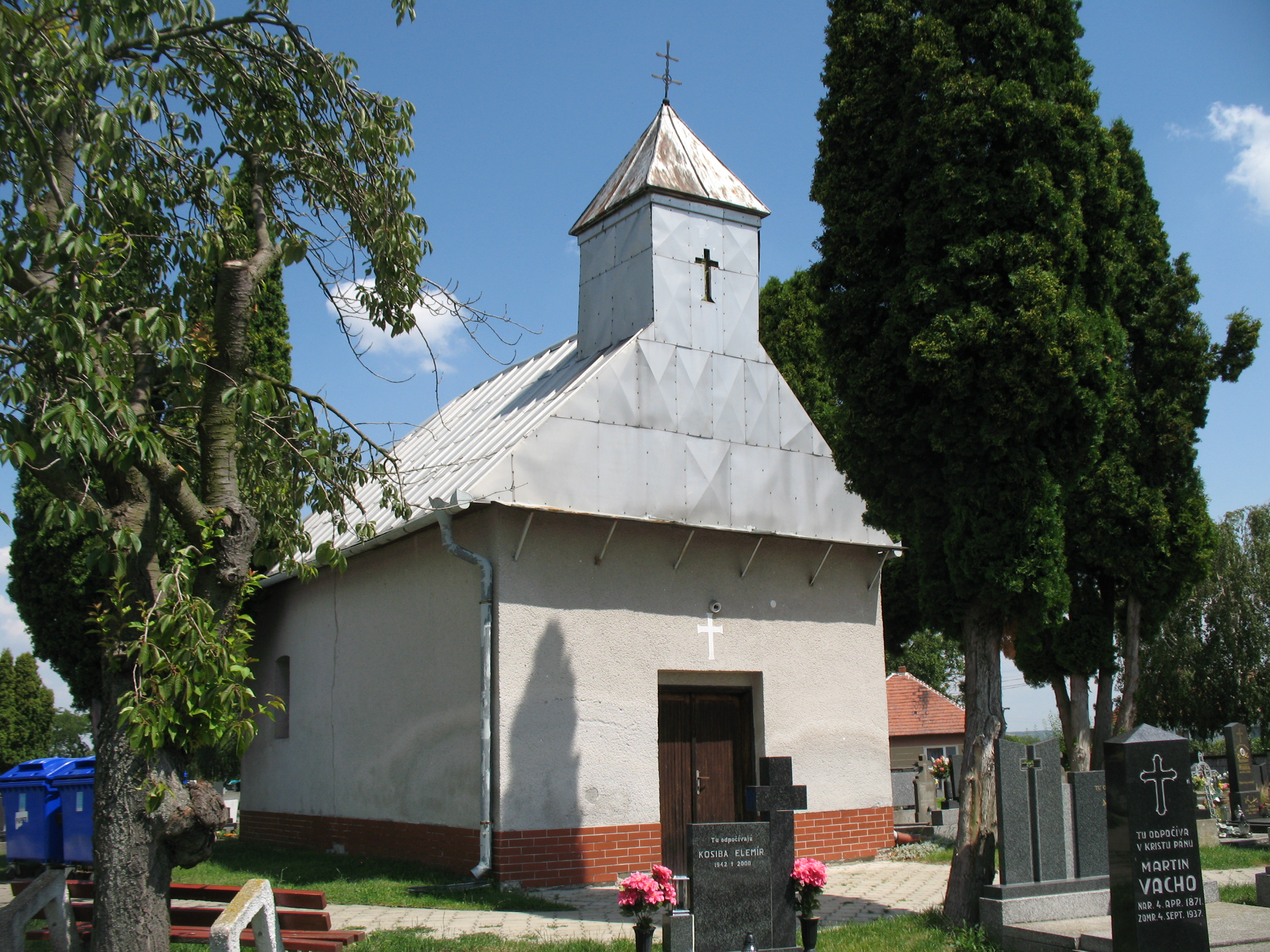
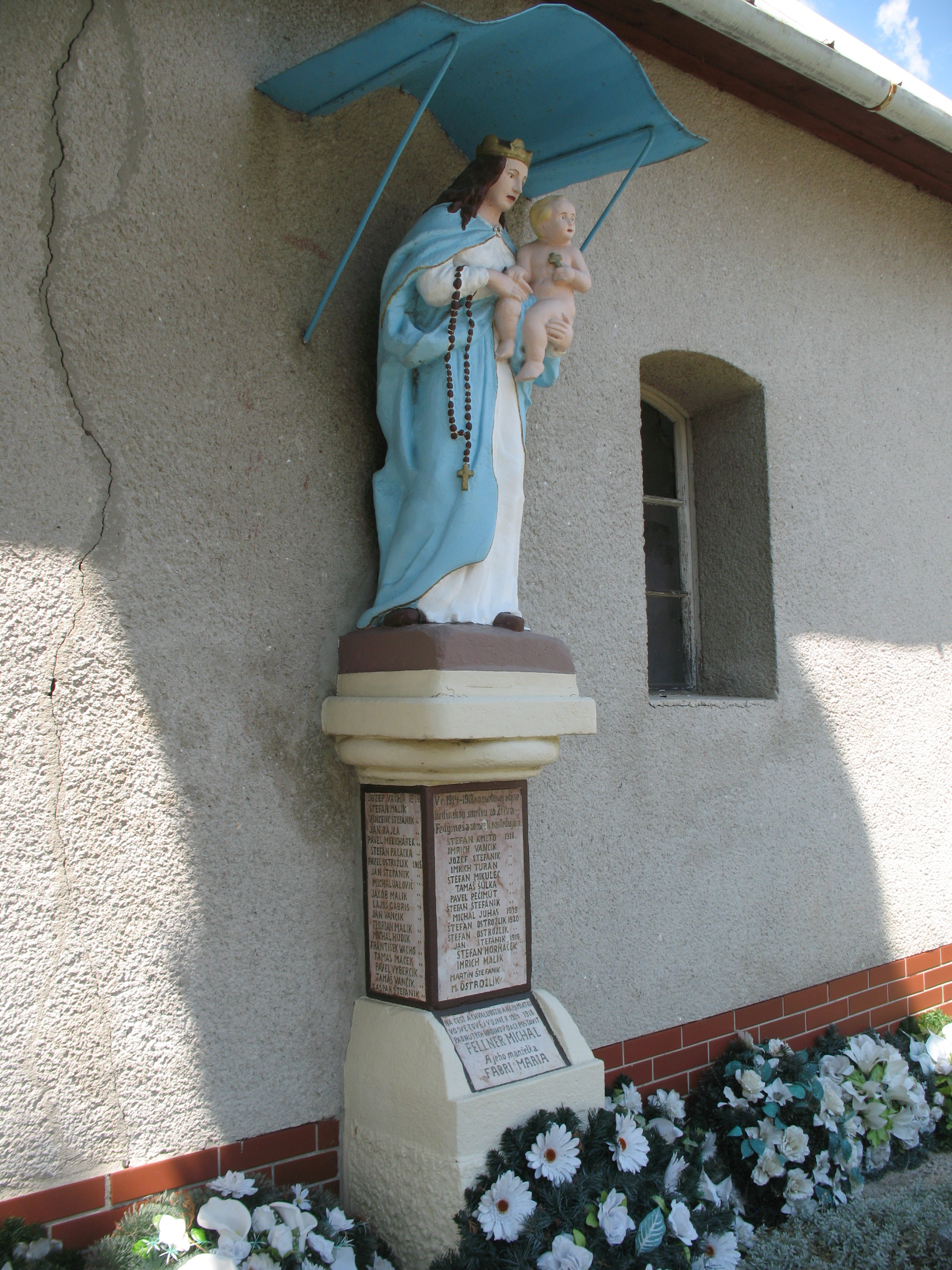
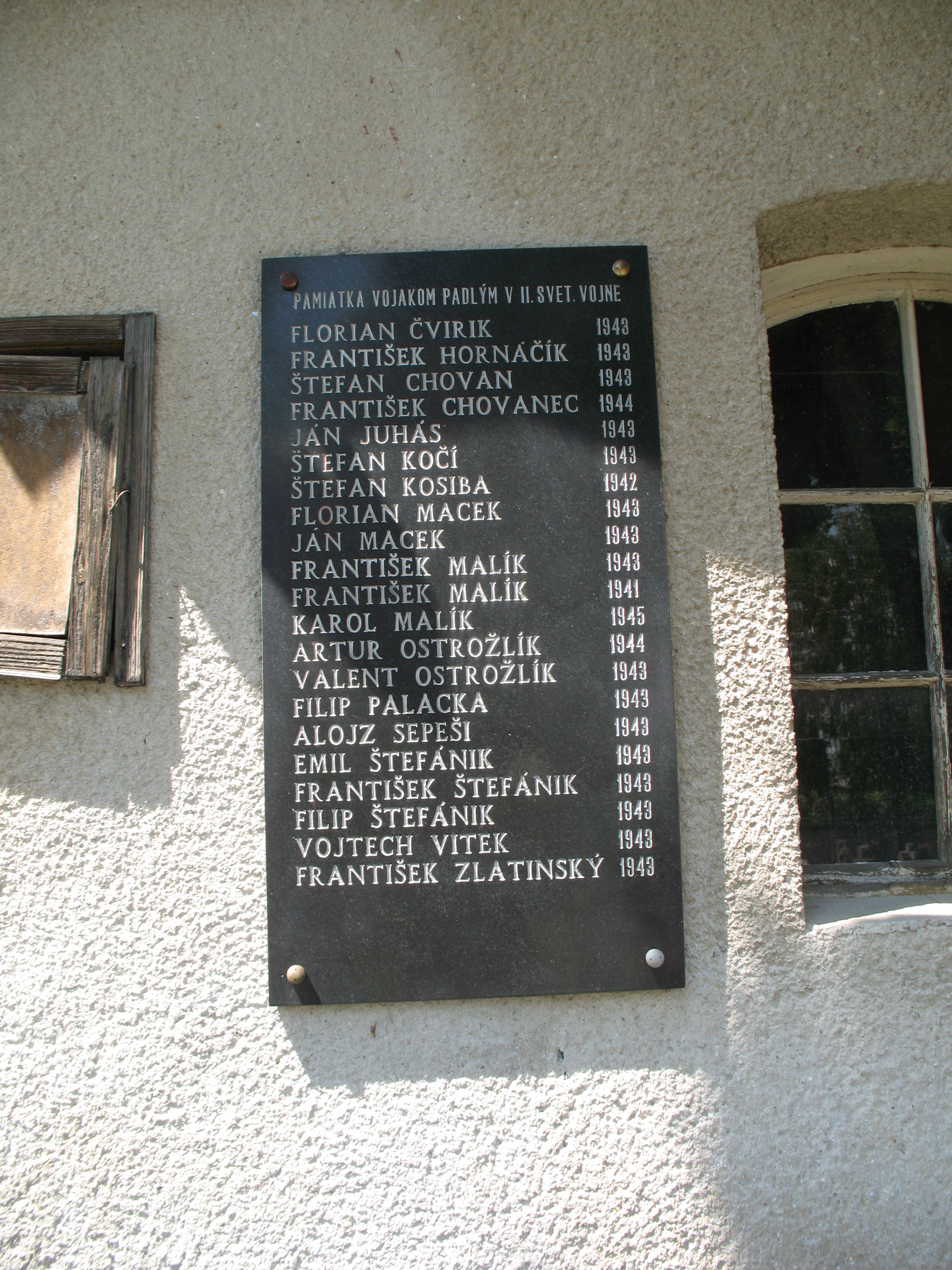
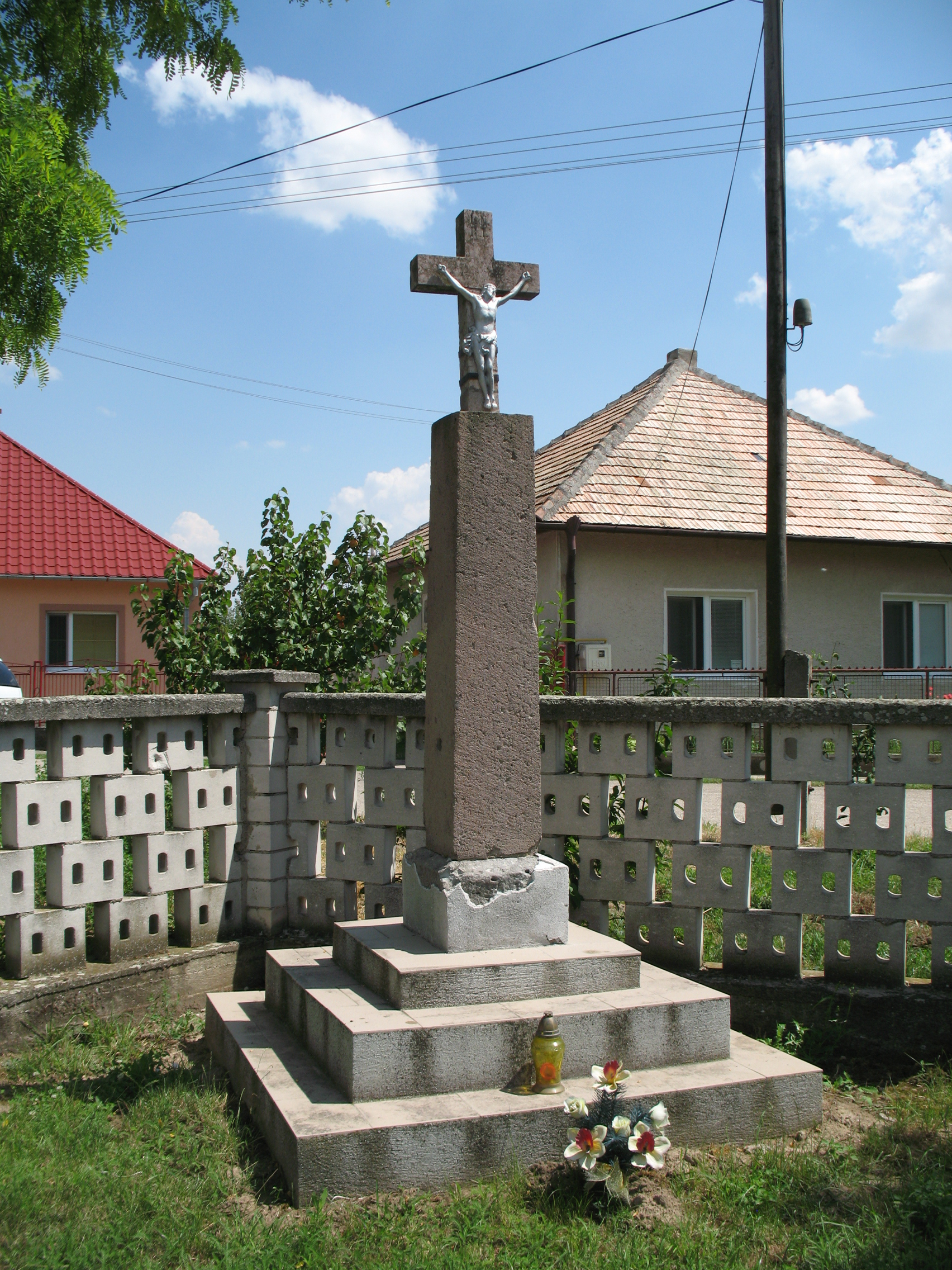
1853
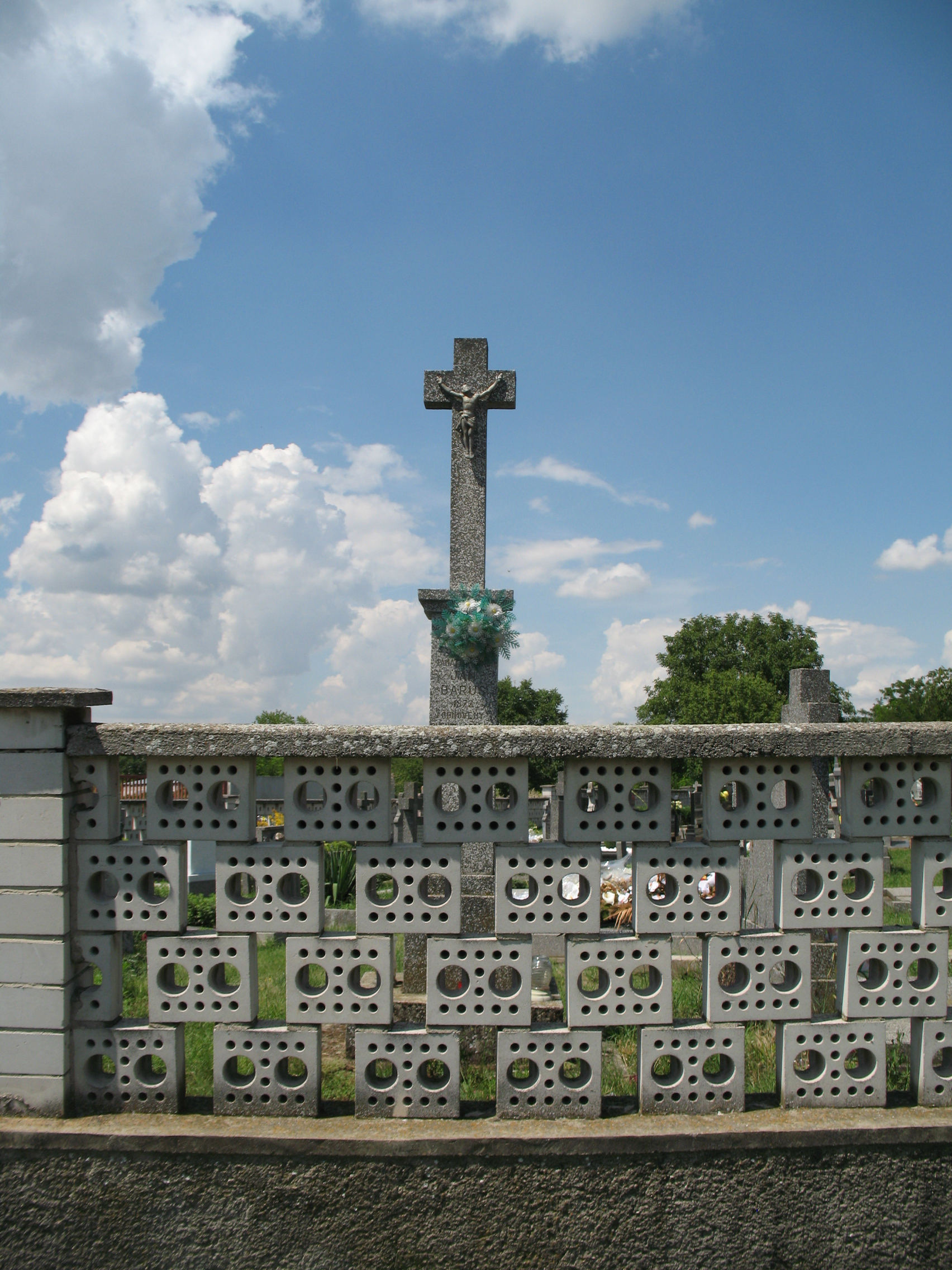
1872
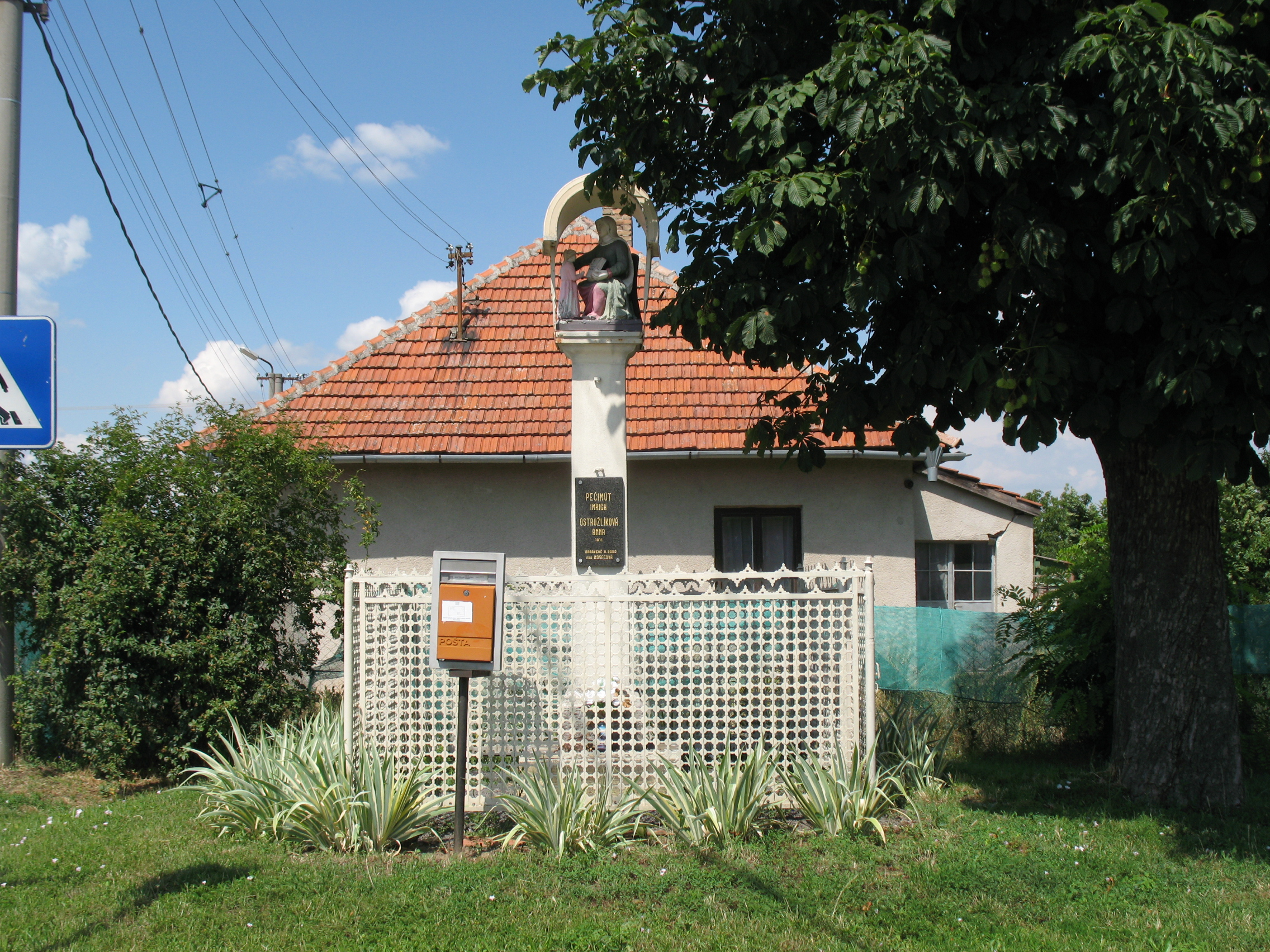
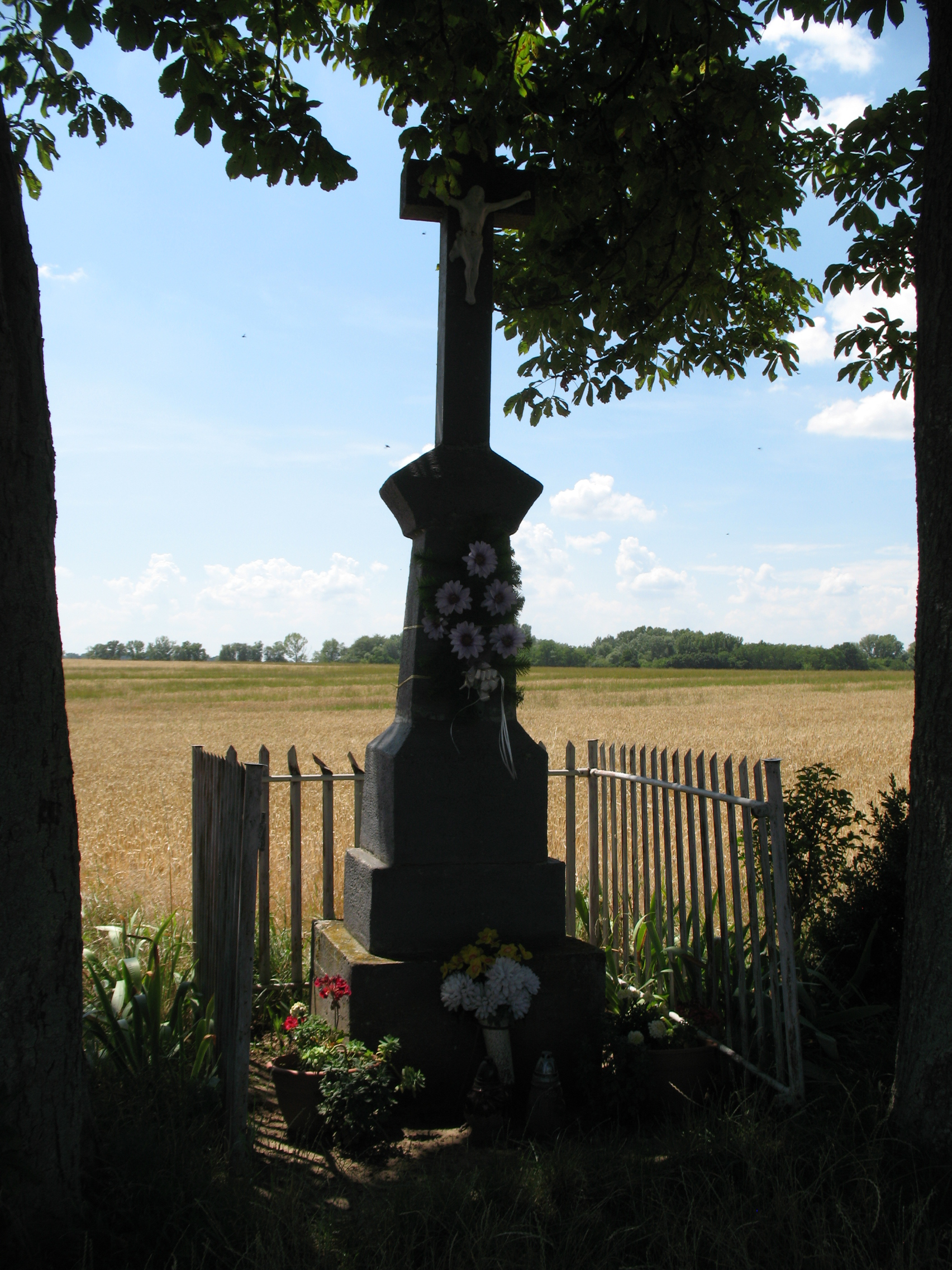
1995
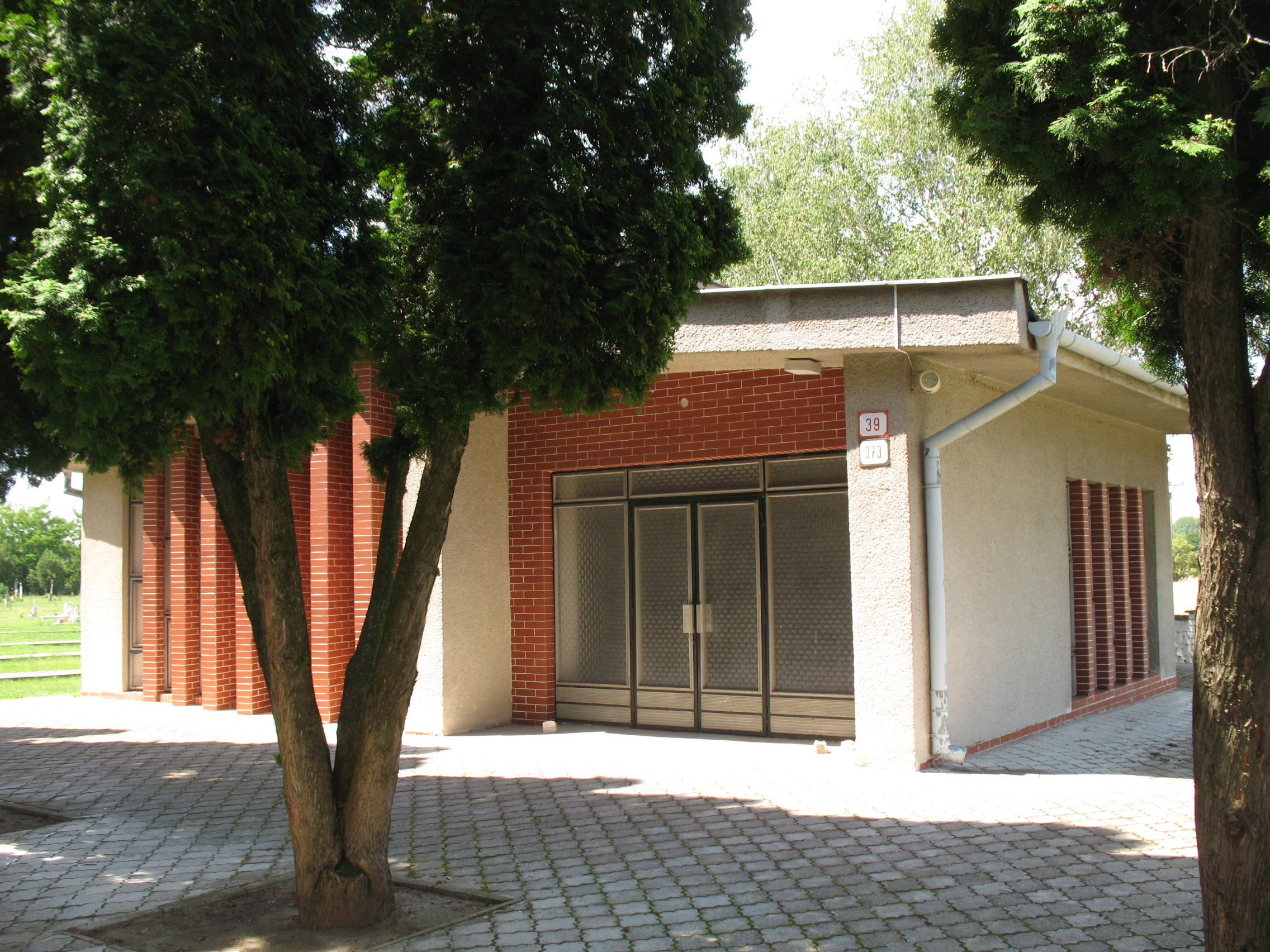
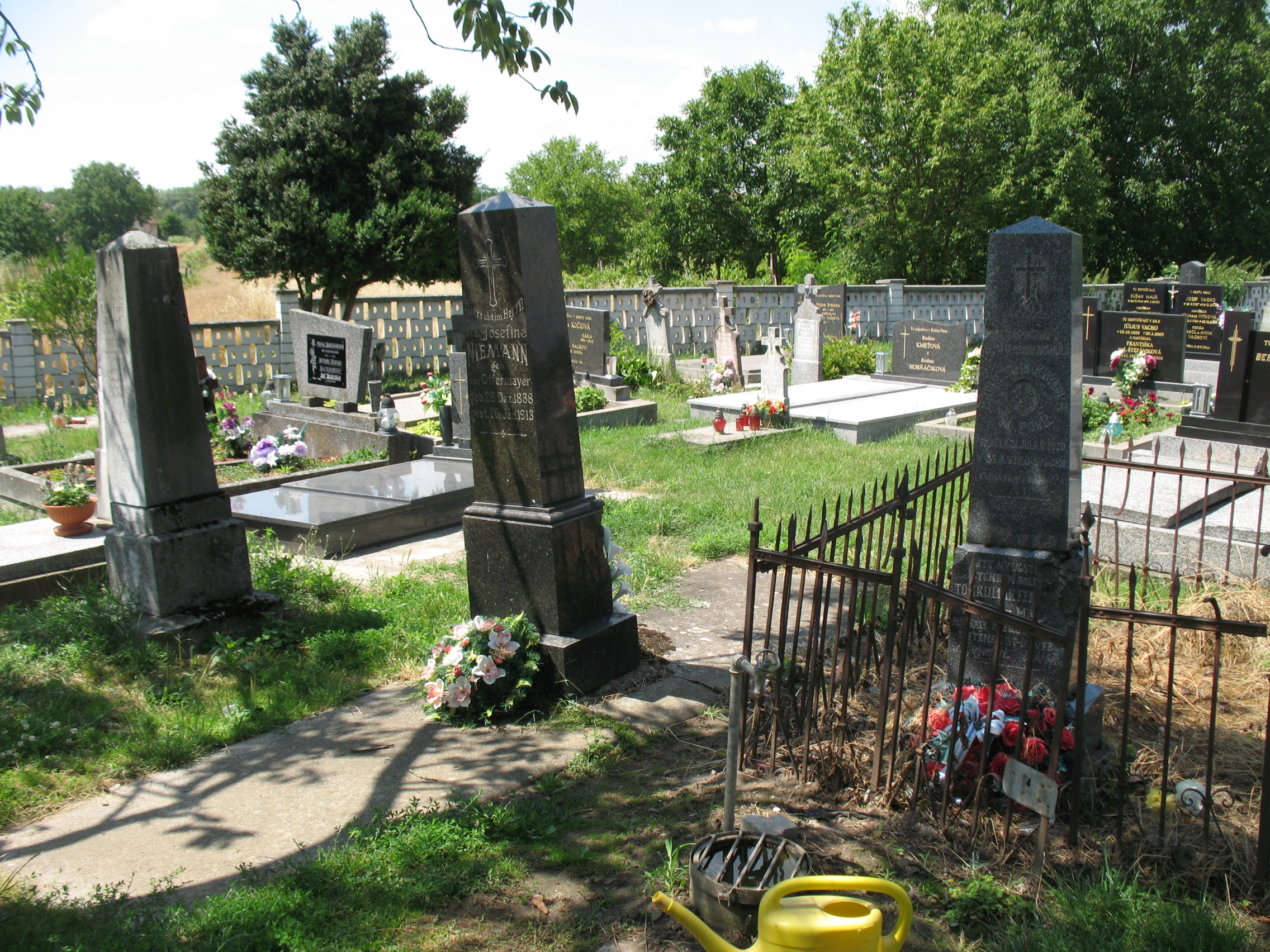

- Szent Márton tiszteletére szentel római katolikus temploma 1781-ben épült későbarokk stílusban.
- Kápolnája eredetileg barokk volt, 1909-ben bővítették.
- Egy ideig Agacson éltek Petőfi Sándor apai felmenői.[13]

## Külső hivatkozások
- Hivatalos oldal
- E-obce.sk Archiválva 2008. december 10-i dátummal a Wayback Machine-ben
- községinfó
- Zsitvafödémes Szlovákia térképén[halott link]
- Zsitvafödémes a Via Sancti Martini honlapján